# Corbenay
Corbenay ist eine Gemeinde im französischen Département Haute-Saône in der Region Bourgogne-Franche-Comté.

## Geographie
Corbenay liegt auf einer Höhe von 270 m über dem Meeresspiegel, zehn Kilometer nordnordwestlich von Luxeuil-les-Bains und etwa 33 Kilometer nordnordöstlich der Stadt Vesoul (Luftlinie). Das Dorf erstreckt sich im Norden des Departements, in der Ebene von Saint-Loup-sur-Semouse, nördlich der Niederung der Combeauté, am Rand der Höhen der Vôge.
Die Fläche des 15,73 km² großen Gemeindegebiets umfasst einen Abschnitt der Ebene von Saint-Loup-sur-Semouse. Die südliche Grenze verläuft meist entlang der Combeauté, die hier mit mehreren Windungen durch eine weite Alluvialniederung nach Westen fließt. Der Fluss gabelt sich an mehreren Stellen in parallel strömende Wasserläufe. Die Inseln sind meist mit Auenwald bestanden. Vom Flusslauf erstreckt sich das Gemeindeareal nordwärts über die Ebene, in der mit dem Ruisseau des Caleuches und dem Ruisseau du Clos zwei weitere Bäche parallel nach Westen fließen, und über ein Waldgebiet bis in die Niederungen von Augronne und Sémouse. Letztere markiert die nördliche Abgrenzung. Im Westen reicht der Gemeindeboden bis an den Ortsrand von Saint-Loup-sur-Semouse. Östlich von Corbenay steigt das Gelände leicht an. Hier befinden sich die ausgedehnten Waldungen von Bois du Chânet und Bois de Corbenay. Mit 331 m wird ganz im Nordosten, im Bois des Blanches Carrières, die höchste Erhebung von Corbenay erreicht. Die Anhöhen bestehen aus Buntsandstein der unteren Trias.
Nachbargemeinden von Corbenay sind Aillevillers-et-Lyaumont und La Vaivre im Norden, Fougerolles-Saint-Valbert mit Fougerolles im Osten, Fontaine-lès-Luxeuil im Süden sowie Saint-Loup-sur-Semouse und Magnoncourt im Westen.

## Geschichte
Urkundlich erwähnt wird Corbenay im Jahr 1293. Im Mittelalter gehörte das Dorf zur Freigrafschaft Burgund und darin zum Gebiet des Bailliage d’Amont. Die lokale Herrschaft hatten die Herren von Faucogney inne. Daneben besaßen auch die Priorate von Fontaine und Hérival Rechte im Dorf. Zusammen mit der Franche-Comté gelangte Corbenay mit dem Frieden von Nimwegen 1678 definitiv an Frankreich.
Schon zu Beginn des 19. Jahrhunderts entwickelte sich Corbenay dank der reichlich vorhandenen Wasserkraft zu einem Industrie- und Gewerbestandort mit Mühlen, Ziegeleien, Hochöfen und eisenverarbeitender Industrie. Mit der Eröffnung der Bahnlinie von Lure via Luxeuil nach Épinal wurde Corbenay in der zweiten Hälfte des 19. Jahrhunderts an das französische Eisenbahnnetz angebunden.

## Sehenswürdigkeiten
|  |  |

Die Kirche Saint-Laurent wurde im 19. Jahrhundert an der Stelle eines früheren Gotteshauses neu erbaut und 1995 umfassend restauriert. Zur bemerkenswerten Ausstattung gehören die reich skulptierte Kanzel im Louis-XV-Stil, ein Kalvarienberg (16. Jahrhundert) in der Taufkapelle, eine Madonnenstatue aus dem 14. Jahrhundert sowie verschiedene weitere Statuen aus dem 18. Jahrhundert.
An der Straße nach Saint-Loup-sur-Semouse steht eine im 19. Jahrhundert errichtete neugotische Kapelle.

## Bevölkerung
| Jahr                       | 1962 | 1968 | 1975 | 1982 | 1990 | 1999 | 2006 |
| Einwohner                  | 1075 | 1157 | 1241 | 1418 | 1377 | 1392 | 1342 |
| Quellen: Cassini und INSEE |      |      |      |      |      |      |      |

Mit 1249 Einwohnern (1. Januar 2022) gehört Corbenay zu den mittelgroßen Gemeinden des Département Haute-Saône. Nachdem die Einwohnerzahl in der ersten Hälfte des 20. Jahrhunderts stets im Bereich zwischen 950 und 1150 Personen gelegen hatte, wurde während der 1960er und 1970er Jahre ein deutliches Bevölkerungswachstum verzeichnet. Mit mehr als 1400 Einwohnern wurde zu Beginn der 1980er Jahre der bisherige Höchststand erreicht. Seither wurden nur noch relativ geringe Schwankungen beobachtet.

## Wirtschaft und Infrastruktur
Corbenay machte schon früh die Entwicklung zu einem industriell und durch Gewerbe geprägten Standort durch. Wichtigster Arbeitgeber ist heute ein Unternehmen der Metallindustrie (ESAC Eurocooler SA). Daneben gibt es verschiedene Betriebe des Klein- und Mittelgewerbes, vor allem in den Branchen Feinmechanik und Herstellung von Küchengeräten. Corbenay verfügt im Weiteren über verschiedene Betriebe des Einzelhandels und der Dienstleistung für den täglichen Bedarf. Es ist Standort eines Intermarché. In den letzten Jahrzehnten hat sich das Dorf auch zu einer Wohngemeinde gewandelt. Viele Erwerbstätige sind deshalb Wegpendler, die in den anderen größeren Ortschaften der Region Luxeuil ihrer Arbeit nachgehen.
Die Ortschaft ist verkehrstechnisch gut erschlossen. Sie liegt nahe der Departementstraße D64, die von Luxeuil-les-Bains via Saint-Loup-sur-Semouse nach Contrexéville führt. Weitere Straßenverbindungen bestehen mit Fougerolles und Aillevillers. Der nächste Bahnhof befindet sich in Aillevillers.

## Persönlichkeiten
- Philippe Ballot (* 1956), römisch-katholischer Geistlicher, Bischof von Metz